# Бореј
Бореј (стгрч. Βορέας [] — Бореас; лат. Aquilo, Septentrio) је бог северног ветра и северне стране света.

## Митологија
Родитељи Бореја су били титан Астреј и богиња праскозорја и јутарњег руменила неба, Еос. Бореј се највише задржавао у Тракији, али је, својим крилима брзо прелетао са једног краја света на други, и био је један од најсиловитијих и најјачих ветрова.
Бореј је имао жену Ортију, кћерку атинског краља Ерхетеја, коју је, на самом почетку, када је упознао, желео придобити на леп начин и молио је да постане његова жена, али када му то није пошло за руком и када је она одбила све његове молбе, он је преотео и силом одвео да му буде жена. Са њом је имао два сина, Калаиса и Зета, који су, као и он имали крила. Поред два сина, Бореј је имао и кћерку Клеопатру, која је била жена трачком краљу Финеју.
Синови Бореја су се прославили по многим својим јуначким делима, а суделовали су и у походу Аргонаута у Колхиду.